# Рабочая партия Южной Африки
Рабочая партия Южной Африки (англ. Workers Party of South Africa, WPSA) — первая троцкистская организация в Южной Африке, имевшая национальную базу. В 1935—1939 годах издавала регулярную газету Spark («Искра»).

## История
К 1929 году Коммунистическая партия Южной Африки практически сошла на нет из-за политики международных сталинистских кругов и игнорирования проблем чёрного большинства населения. Распространение в Южной Африке экземпляров американской троцкистской газеты Militant привело в первой половине 1930-х к созданию бывшими членами компартии троцкистских группировок.
Рабочая партия была основана в начале 1935 года представителями двух таких групп — большинством членов Ленинского клуба в Кейптауне и Большевистско-ленинской лиги Южной Африки в Йоханнесбурге. В число учредителей входили Айзек Бангани Табата, Дора Тейлор, Ральф Ли и Исаак Бланк (позже известный как Тед Грант).
Первой инициативой партии было участие во Всеафриканской конвенции, призванной противостоять законопроектам Герцога, направленным на завершение имплементации апартеида в стране. Группа выступала как против системы апартеида, так и против черного национализма.
В апреле 1935 года Лев Троцкий сделал письменные комментарии об основании партии. Он поприветствовал её, но предупредил, чтобы они не слишком дистанцировались от Африканского национального конгресса, который также представлял интересы угнетенных чернокожих.
Группа основала Движение за неевропейское единство (NEUM), в котором в течение многих лет центральную роль будет играть Табата, а Гулам Гул представлял группу в аналогичной, но возглавляемой Коммунистической партией Южной Африки Лиге национального освобождения.
В 1939 году, столкнувшись с усиливающимися репрессиями, группа ушла в подполье и начала работать исключительно через NEUM. В результате, когда правительство соответствующим антикоммунистическим законом запретило все группы, основанные на учении Маркса, Ленина и Троцкого в 1950 году, деятельность Рабочей партии, и так действовавшей в подполье, не пострадала. Некоторые источники утверждают, что партия прекратила своё существование в 1953 году, хотя из-за его секретности это трудно подтвердить.